# Criminaloide
Un criminaloide è un tipo di persona che conduce una vita rispettabile, ma dotato di una personalità criminale non ancora rivelatasi. Il fenomeno fu circoscritto inizialmente da Edward A. Ross nel 1907 su Società e peccato, alla stregua dei reati da colletto bianco e da colletto blu. Diversamente dagli altri tipi di criminali, tuttavia, il criminaloide contempla il rispetto delle norme e, poiché spesso stabiliscono contatti col governo e con la giustizia, sono meno propensi ad incontrare opposizione. A causa del proprio status rispettabile, generalmente godono di grande favore rispetto ai loro colleghi criminali.